# Van den Bergh (Joods geslacht)
De familie Van den Bergh is een Nederlandse familie die tal van handelslieden, industriëlen en politici heeft voortgebracht en een belangrijke rol speelde bij de totstandkoming van het Unilever-concern.
De familiegeschiedenis vangt aan met Zadok van den Berg (1769–1857), getrouwd met Elisabeth Isaac van der Wielen, die handelaar in textielwaren was te Geffen. De boeren betaalden vaak in boter, zodat de Van den Berghs ook bij de boterhandel betrokken raakten. Hun kinderen waren onder anderen Daniël en Simon.

## Bergoss
Daniël van den Bergh (Geffen, 1794 – Oss, 1866) trouwde in 1830 met Beele-Betje Nagma Cohen (Leeuwarden, 1808 – Oss, 1878). Hun kinderen waren onder meer Hijman en Jacob. In 1856 begon Daniël een kapok- en wattenfabriekje te Oss. Als compagnon had hij een neef, Isaac van den Bergh, die reeds een dergelijk fabriekje bezat. 
- Jacob van den Bergh (1846-1921), nam de wattenfabriek over en ontwikkelde deze tot de tapijtweverij Bergoss.
  - Simon van den Bergh (1886-1945), meelhandel.[1]
- Simon van den Bergh (1847-1916)
  - Arnold van den Bergh (1886-1950), notaris in Amsterdam en tijdens de Tweede Wereldoorlog lid van de Joodse Raad.

## Telgen van de Unilever-tak
Simon van den Bergh (1819–1907) verhuisde in 1858 van Geffen naar Oss, omdat daar een sterkere Joodse gemeenschap was en hij zijn kinderen volgens dit geloof wilde opvoeden. Hij begon in 1872 te Oss met de fabricage van margarine. Simon trouwde in 1844 met zijn nicht Elisabeth Abraham van der Wielen (1821–?)
- Maurits van den Bergh (1849–?)
- Henry van den Bergh (1851-1937)
- Isaac van den Bergh (1855–?)
- Arnold van den Bergh (1857–1932), opdrachtgever voor Villa Constance te Oss
- Zadok van den Bergh junior (1859–1942), jurist en politicus
- Samuel van den Bergh (1864–1941), ondernemer (Unilever); trouwde in 1887 met Rebecca Willing. Hun kinderen waren:
  - Elisabeth Gabriëlle van den Bergh
  - George van den Bergh (1890-1966), jurist en SDAP-politicus; trouwde in 1912 met Jeanette Elisabeth van Dantzig en scheidde van haar in 1929; hertrouwde in 1929 met de juriste Nelly Christine Elise Marcus
    - Robbert van den Bergh (1913–1997), politicus, onder meer Tweede Kamerlid voor de PvdA, en lid van de Raad van State
    - Adèle Margaretha van den Bergh (1915–1994), tolk bij de Verenigde Naties
    - Betsie van den Bergh (1919–2006), beeldhouwster
    - Joost Herman van den Bergh (1923–1966), econoom
    - Willem van den Bergh (1930–), huisarts en psychotherapeut
    - Simon George ('Monne') van den Bergh (1931–), hoogleraar biochemie Universiteit van Utrecht, decaan faculteit diergeneeskunde
    - Hans van den Bergh (1932–2011), toneelcriticus, hoogleraar literatuurwetenschap, woordvoerder van het Republikeins Genootschap
    - Jacob van den Bergh (1934–2015) jurist, politicus (Groen Links)
    - Albert Sidney van den Bergh (1936–), huisarts, later abortusarts, docent Chinese taal en cultuur
    - Philip van den Bergh (1937–), leraar aardrijkskunde
    - Victoria Christine van den Bergh (1944–), goudsmid
    - Anita van den Bergh (1947–1969)

  - Sidney James van den Bergh (1898–1977), ondernemer, VVD-politicus en minister
    - Sidney van den Bergh (1929), astronoom